# Kimkan
Kimkan (in lingua russa Кимкан) è un centro abitato dell'Oblast' autonoma ebraica, situato nell'Oblučenskij rajon.